# Train of Thought (альбом)
Train of Thought (с англ. — «Ход мыслей») — седьмой студийный альбом прогрессив-метал-группы Dream Theater, выпущенный 11 ноября 2003 года на лейбле Elektra Records.

## Об альбоме
В 2002 году группа выпустила альбом Six Degrees of Inner Turbulence, который на тот момент считался самым «тяжёлым» в истории коллектива. Вдохновлённые положительными отзывами поклонников, музыканты «утяжелили» звучание, отчего альбом получился довольно мрачным. Мрачности добавила и обложка альбома, оформленная фотографом Джерри Ульсманом. На сегодняшний день это всё так же самый тяжёлый альбом группы по звучанию и самый лёгкий для понимания. Альбом был записан в рекордные для группы сроки — три недели. Звукорежиссёром альбома выступил Дуг Оберкиршер, процессом микширования записи занимался бывший продюсер коллектива Кевин Ширли. Альбом включает в себя семь треков, в то время как его предшественник Six Degrees of Inner Turbulence — шесть, а его преемник Octavarium — восемь.
Альбом Train of Thought достиг 53-го места в хит-параде американского журнала Billboard.

## Список композиций
| №                   | Название                  | Текст песни                   | Музыка                                                  | Длительность |
| ------------------- | ------------------------- | ----------------------------- | ------------------------------------------------------- | ------------ |
| 1.                  | «As I Am»                 | Джон Петруччи                 | Джон Петруччи, Майк Портной, Джордан Рудесс, Джон Маянг | 7:47         |
| 2.                  | «This Dying Soul»         | Майк Портной                  | Джон Петруччи, Майк Портной, Джордан Рудесс, Джон Маянг | 11:27        |
| 3.                  | «Endless Sacrifice»       | Джон Петруччи                 | Джон Петруччи, Майк Портной, Джордан Рудесс, Джон Маянг | 11:24        |
| 4.                  | «Honor Thy Father»        | Майк Портной                  | Джон Петруччи, Майк Портной, Джордан Рудесс, Джон Маянг | 10:14        |
| 5.                  | «Vacant»                  | Джеймс ЛаБри                  | Джордан Рудесс, Джон Маянг                              | 2:57         |
| 6.                  | «Stream of Consciousness» | (Инструментальная композиция) | Джон Петруччи, Майк Портной, Джордан Рудесс, Джон Маянг | 11:16        |
| 7.                  | «In the Name of God»      | Джон Петруччи                 | Джон Петруччи, Майк Портной, Джордан Рудесс, Джон Маянг | 14:16        |
| Общая длительность: | Общая длительность:       | Общая длительность:           | Общая длительность:                                     | 69:21        |

## Участники записи
- Джеймс ЛаБри — вокал
- Джон Маянг — бас-гитара
- Джон Петруччи — гитара
- Майк Портной — ударные
- Джордан Рудесс — клавишные